# Caterino Mazzolà
Caterino Tommaso Mazzolà (* 18. Januar 1745 in Longarone; † 16. Juli 1806 in Venedig) war ein italienischer Librettist und Dichter.

## Leben
Caterino war das dritte von acht Kindern von Domenico und Francesca Mazzolà, die ursprünglich aus Murano stammten. Sie zogen nach Longarone, um sich hier dem Holzhandel zu widmen. 1747 bezogen sie einen neu errichteten Palazzo im Zentrum des Ortes, der heute als Rathaus dient.
Über Mazzolàs Ausbildung ist wenig bekannt. Wahrscheinlich wurde er anfangs zunächst in seiner Heimatgemeinde unterrichtet, später auf einer Jesuitenschule in Venedig; schließlich wurde er in Treviso bei den Somaskern ausgebildet und erhielt dort die Niederen Weihen.
Zurück in Venedig begann er, sich mit Literatur und dem Theater zu beschäftigen. Ein erstes literarisches Werk entstand 1765 – ein Sonett zu einer Hochzeit. 1771 fertigte er eine Übersetzung des Œdipe von Voltaire an. Zunehmend wandte er sich aber dem Theater zu. Er schrieb das Drama Ruggiero, das von Pietro Guglielmi vertont und 1769 uraufgeführt wurde. Die Widmungen jener ersten Arbeiten verweisen auf das Umfeld, in dem sich Mazzolà bewegte: die Salons der großen Familien Venedigs, der Memmo, Zaguri oder Pisani. Im Hause Zaguri lernte er gegen Ende 1774 Giacomo Casanova kennen und im Hause Bernardo Memmo traf er auf Lorenzo Da Ponte, mit dem ihn dann eine herzliche Freundschaft verband.
Seine Arbeit fürs Theater sprach sich herum. Antonio Salieri beauftragte ihn 1778 mit einem Libretto für eine Opera buffa, die unter dem Titel La scuola de’ gelosi im folgenden Jahr in Venedig herauskam und hier wie auch in anderen italienischen Städten ein großer Erfolg wurde. Sein Ruf ließ auch andernorts aufhorchen: Joseph Schuster, Hofkomponist des Kurfürsten von Sachsen, erbat sich die Genehmigung, das Drama Bradamante zu vertonen. 1780 feierte er die Wahl von Marco Giorgio Pisani zum Prokurator von San Marco mit dem Sonett Il Patriottismo. Kurze Zeit später wurde Pisani jedoch von konservativen Kreisen festgesetzt und Mazollà beschloss daher, als Unterstützer Pisanis sicherheitshalber Venedig zu verlassen. Auf Empfehlung von Schuster und Antonio Salieri begab er sich 1780 nach Dresden, wo er als Hofdichter Friedrich Augusts I. von Sachsen angestellt wurde. Der sächsische Hof war damals ein Zentrum der Musikwelt und vor allem des Musiktheaters, wo sich Spitzenkräfte aus diesem Bereich sammelten.
Kurz vor seiner Abreise nach Dresden, am 10. Juni 1780, heiratete er die Witwe Teresa Tomasini, die eine Tochter mit in die Ehe brachte.
1781 machte Mazzolà seinen aus Venedig verbannten Freund da Ponte mit Antonio Salieri bekannt, der diesen als Hofdichter an den Wiener Hof empfahl.
Als 1790 der österreichische Kaiser Joseph II. verstorben war, entließ sein Nachfolger, Leopold II. den Hofdichter da Ponte. Bis zur Bestellung des Nachfolgers Giovanni Bertati versah Mazzolà diese Position gewissermaßen als „Leihgabe“ des sächsischen Hofes. In dieser Zeit bearbeitete Mazzolà das Libretto La clemenza di Tito von Pietro Metastasio für Wolfgang Amadeus Mozart, das dieser für die Krönung Leopolds als König von Böhmen zur Oper vertonte.
Zurück in Dresden wurde er zum Hofrat ernannt, aber 1796 kehrte er – sei es aus Heimweh, sei es wegen des von ihm nicht gut vertragenen Klimas – unter Beibehaltung seines Titels und mit dem Versprechen, weiterhin ein Werk pro Jahr zu liefern, nach Venedig zurück und ließ sich bei der Kirche Madonna dell’Orto nieder. Dort setzte er seine Arbeit fort, freilich weniger intensiv, da sich aufgrund der politischen Umwälzungen – die Republik Venedig war 1797 untergegangen – der Publikumsgeschmack verändert hatte. Sein letztes Werk, die Kantate Il giuramento, schrieb er für die Hochzeit einer Nichte, der Tochter seines Bruders Antonio, zum 6. März 1806. Wenige Monate später starb er, nahezu vergessen, im Alter von 61 Jahren.

## Werk
Das Hauptwerk Mazzolàs bestand im Verfassen von Libretti, von denen die meisten für die Dresdner Hofoper entstanden. Über die Jahre aber in Erinnerung geblieben ist vor allem seine Arbeit für die Mozart-Oper La clemenza di Tito.
Libretti
- Ruggiero (vertont von Pietro Alessandro Guglielmi, 1769)
- La scuola de’ gelosi (vertont von Antonio Salieri, 1779)
- Il mondo alla rovescia (vertont von Antonio Salieri, 1795; basierend auf L’isola capricciosa (vertont von Giacomo Rust, 1780))
- Elisa (vertont von Johann Gottlieb Naumann, 1781)
- Osiride (vertont von Johann Gottlieb Naumann, 1781)
- Il marito indolente (vertont von Joseph Schuster, 1782; vertont von Giacomo Rust, 1784)
- Il capriccio corretto (vertont von Franz Seydelmann, 1783)
- Il pazzo per forza (vertont von Joseph Schuster, 1785; vertont von Joseph Weigl, 1788)
- Tutto per amore (vertont von Johann Gottlieb Naumann, 1785)
- Il governante delle Isole Canarie (vertont von Agostino Accorimboni, 1785)
- Lo spirito di contradizione (vertont von Joseph Schuster, 1785)
- La villanella di Misnia (vertont von Franz Seydelmann, 1786)
- Il mostro, ossia Da gratitudine amore (vertont von Franz Seydelmann, 1786)
- Gli avari in trappola (vertont von Joseph Schuster, 1787)
- Il turco in Italia (vertont von Franz Seydelmann, 1788; vertont von Franz Xaver Süssmayr, 1794)
- Rübenzahl ossia Il vero amore (vertont von Joseph Schuster, 1789)
- Amore per oro (vertont von Franz Seydelmann, 1790)
- La dama soldato (vertont von Johann Gottlieb Naumann, 1791; vertont von Giuseppe Gazzaniga, 1792 und anderen)
- Il trionfo d’amore (vertont von Pierre Dutillieu, 1791)
- La clemenza di Tito (nach Metastasio; vertont von Wolfgang Amadeus Mozart, 1791; vertont von Heinrich Marschner, 1816)
- Il servo padrone, ossia L’amor perfetto (vertont von Joseph Schuster, 1793; vertont von Niccolò Piccinni, 1794)
- Davide in Terebinto, figura del Salvatore (Oratorium; vertont von Johann Gottlieb Naumann, 1794)
- La capricciosa ravveduta (vertont von Francesco Bianchi, 1794)
- L’avventuriere (vertont von Marcos António Portugal, 1795)
- Amor ingegnoso (vertont von Johann Simon Mayr, 1798)
- L’ubbidienza per astuzia (vertont von Johann Simon Mayr, 1798)
- Adria risorta (vertont von Michele Mortellari, 1806)